# لیپسک مورووانه
لیپسک مورووانه (به لاتین: Lipsk Murowany) یک روستا در لهستان است که در گمینا لیپسک واقع شده‌است.